# Charles Barry

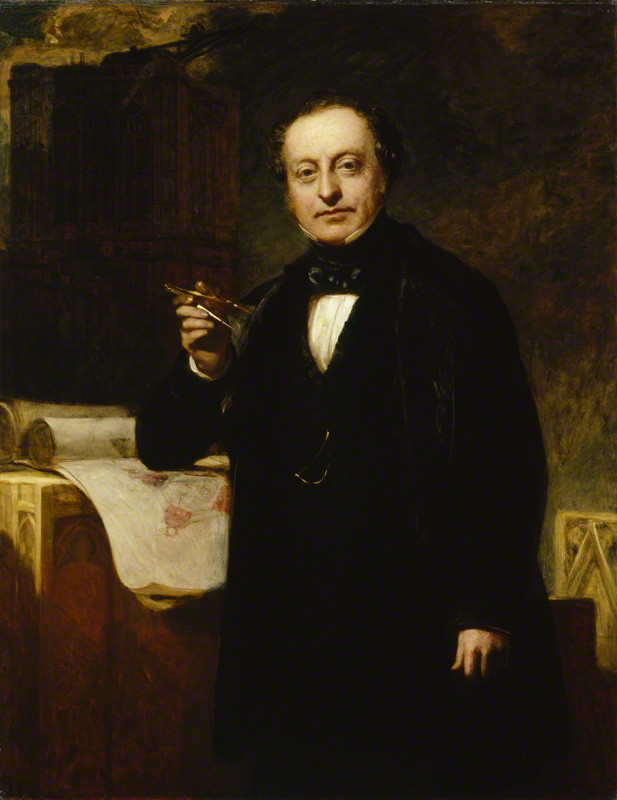
Charles Barry, porträtterad av John Prescott Knight cirka 1851.

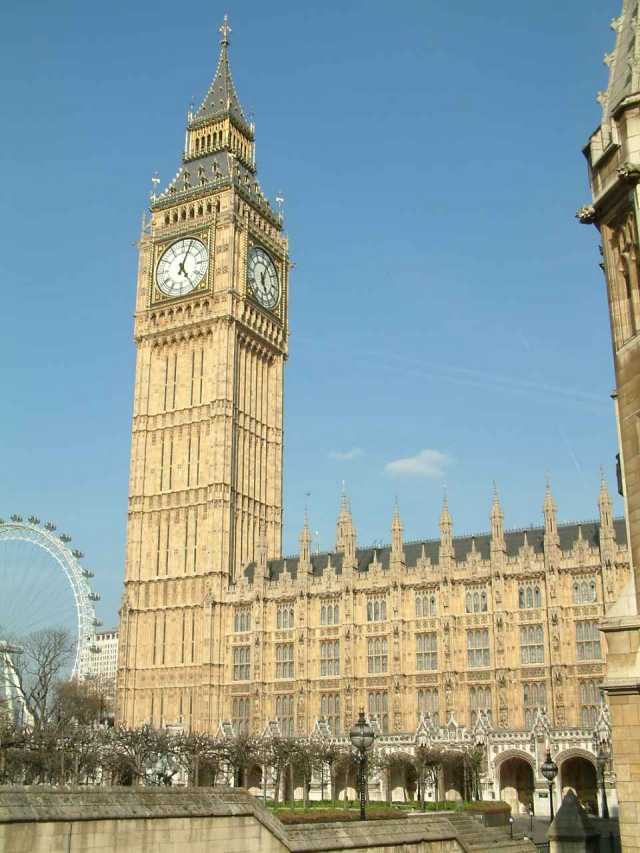
Barrys mest kända byggnad, Westminsterpalatset.

Charles Barry, född 23 maj 1795 i Westminster i London, död 12 maj 1860 i London, var en brittisk arkitekt. Åren 1840–1860 lät Barry, i samarbete med Augustus Welby Pugin, uppföra Westminsterpalatset i London. Byggnaden fullbordades av hans son, Edward Middleton Barry (1830–1880).
Det nya The House of Paliament togs i bruk 1852 och är ett av de mest storslagna exemplen på nygotisk profanarkitektur. Av hans många övriga byggnader kan nämnas bland annat Reform Club i London.